# Мар'ївка (Керченський район)
Ма́р'ївка (крим. Maryivka) — село Керченського району Автономної Республіки Крим.

## Історія
Поблизу сіл Мар'ївки і В'язникового виявлено залишки двох античних поселень і могильника IV—III ст. до н. ери.

## Природа
До початку 1980-х років тут існувало стабільне поселення дикого кроля, проте його знищила епізоотія туляремії.